# Долина без вороття
Долина без вороття (фр. Val Sans Retour) — за кельтськими легендами, зачарована феєю Морганою територія, навколо якої ця фея створила невидиму стіну, перетнути яку міг лише той, хто жодного разу навіть подумки не зраджував єдиній коханій. 
Ця долина стала пасткою для багатьох лицарів, вийти зміг лише сер Ланселот Озерний, який, незважаючи на різні спокуси, навіть подумки жодного разу не зрадив своїй дамі серця.   
Локалізація цього місця знавцями традицій і легенд буває різна. Здебільшого, на території Ірландії, Уельсу чи Бретані. 